# Meridiano 69 E
Meridiano 69 E é um meridiano que, partindo do Polo Norte, atravessa o Oceano Ártico, Ásia, Oceano Índico, Oceano Antártico, Antártida e chega ao Polo Sul. Forma um círculo máximo com o Meridiano 111 W.
Começando no Polo Norte, o meridiano 69º Este tem os seguintes cruzamentos:
| País, território ou mar                | Notas                                                                    |
| -------------------------------------- | ------------------------------------------------------------------------ |
| Oceano Ártico                          |                                                                          |
| Mar de Barents                         |                                                                          |
| Rússia                                 | Ilha Severny, Nova Zembla - cerca de 4 km na parte mais oriental da ilha |
| Mar de Kara                            |                                                                          |
| Rússia                                 | Península de Iamal                                                       |
| Mar de Kara                            | Baía de Baydaratskaya                                                    |
| Rússia                                 |                                                                          |
| Cazaquistão                            | Cerca de 10 km                                                           |
| Rússia                                 | Cerca de 6 km                                                            |
| Cazaquistão                            |                                                                          |
| Uzbequistão                            |                                                                          |
| Tajiquistão                            | Cerca de 9 km                                                            |
| Uzbequistão                            | Cerca de 7 km                                                            |
| Tajiquistão                            |                                                                          |
| Afeganistão                            | Passa a oeste de Cabul                                                   |
| Paquistão                              | Baluchistão Sindh                                                        |
| Índia                                  | Gujarate                                                                 |
| Oceano Índico                          | Golfo de Kutch                                                           |
| Índia                                  | Gujarate                                                                 |
| Oceano Índico                          |                                                                          |
| Terras Austrais e Antárticas Francesas | Ilhas Kerguelen                                                          |
| Oceano Índico                          |                                                                          |
| Oceano Antártico                       |                                                                          |
| Antártida                              | Território Antártico Australiano, reclamado pela Austrália               |